# Makiradwergijsvogel
De makiradwergijsvogel (Ceyx gentianus) is een vogel uit de familie Alcedinidae (ijsvogels).

## Verspreiding en leefgebied
Deze soort is endemisch op Makira (oude naam: San Cristóbal), een eiland van de Salomonseilanden.

## Status
De grootte van de populatie is in 2016 geschat op 10.000-30.000 volwassen vogels. Op de Rode lijst van de IUCN heeft deze soort de status niet bedreigd.